# Голяма земна чинка
Голяма земна чинка (Geospiza magnirostris) или едроклюна чинка е вид птица от семейство Тангарови (Thraupidae).

## Разпространение и местообитание
Тя е един от видовете Дарвинови чинки и ендемичен вид срещащ се на Галапагоските острови. Нейните естествени местообитания са тропическите и субтропическите райони характеризиращи се със суха горска и храстова растителност.